# Ornithoica exilis
Ornithoica exilis är en tvåvingeart som först beskrevs av Walker 1861.  Ornithoica exilis ingår i släktet Ornithoica och familjen lusflugor. Inga underarter finns listade i Catalogue of Life.